# オラニエンブルク
オラニエンブルク (Oranienburg [oˈraːni̯ənbʊrk], オラーニエンブルク) は、ドイツのブランデンブルク州の都市。オーバーハーフェル郡の郡庁所在都市。人口は約48,000人。

## 地理
ベルリン中心から北に35kmのハーフェル川の沿岸にある都市である。

### 都市の区画
オラニエンブルクは以下の9地区から成り立つ。
- フリードリヒスタール（ドイツ語版）
- ゲルメンドルフ（ドイツ語版）
- レーニッツ（ドイツ語版）
- マルツ（ドイツ語版）
- オラニエンブルク（中心街）(Oranienburg (Kernstadt))
- ザクセンハウゼン（ドイツ語版）
- シュマハテンハーゲン（ドイツ語版）
- ヴェンジッケンドルフ（ドイツ語版）
- ツェーレンドルフ（ドイツ語版）

## 歴史
オラニエンブルクはもともとベッツォウ (Bötzow) という名前だった。この町は12世紀に形成された。最初に記録に名前が出てくるのは1216年である。ブランデンブルク辺境伯アルブレヒト1世がハーフェル川沿岸に城の建造を命じ、この城の周りに商人や職人が集まるようになったのが始まりという。1646年に大選帝侯フリードリヒ・ヴィルヘルムはオラニエ＝ナッサウ家のルイーゼ・ヘンリエッテ・フォン・オラニエンと結婚した。彼女はこの町に非常に惹かれていたので、フリードリヒ・ヴィルヘルムは彼女にこの町をプレゼントした。彼女はこの町に故国オランダ式の城を建てることを命じ、この城はオラニエンブルクと名付けられた。
1933年1月30日にナチス党首アドルフ・ヒトラーが首相となり、政権を掌握すると、その腹心のヘルマン・ゲーリングはプロイセン州内相に任じられた。ゲーリングは1933年3月にこのオラニエンブルクに強制収容所の創設を命じ、1933年3月に突撃隊の管理の下、最初のナチス強制収容所であるオラニエンブルク強制収容所が置かれることとなった。さらに1936年には近くに親衛隊の収容所として改めてザクセンハウゼン強制収容所が設置された。オラニエンブルク強制収容所は解体され、ここの場所にはヨーロッパ中のナチス強制収容所を監督をする強制収容所総監及び親衛隊髑髏部隊司令官（テオドール・アイケ、のちリヒャルト・グリュックス）の本部が置かれた。

## 姉妹都市
- バニョレ（フランス）1964年
- ハム（ドイツ、ノルトライン＝ヴェストファーレン州）1990年
- ムニェルニーク（チェコ）1974年
- フフト（ドイツ語版）（オランダ）2000年
- フリードリヒスタール（ドイツ語版）（ドイツ、ザールラント州）1991年